# Przegrywająca na przegrywającą
Przegrywająca na przegrywającą (ang. "loser on loser") – brydżowy manewr rozgrywającego, polegający na zagraniu karty przegrywającej z jednej ręki i zrzucenia na nią z drugiej ręki innej karty przegrywającej, może to mieć na celu umożliwienie późniejszej przebitki, uniemożliwienie dojścia do ręki jednego z przeciwników, wyrobienie longera i wiele innych.
```
                       ♠ A W 6 5 2
                       
♥
 4 3 2
                       
♦
 5 3
                       ♣ A 7 4
             ♠ D 3                ♠ K 10 8 7 4
             
♥
 6 5                
♥
 8 7
             
♦
 K D W 9 8 2        
♦
 A 8
             ♣ D 10 8             ♣ W 5 3 2
                       ♠ 9
                       
♥
 A K D W 10 9
                       
♦
 10 7 4
                       ♣ K 9 6
```

S rozgrywa 4♥ po wiście królem karo. E przejmuje pierwszą lewę asem i gra osemkę w tym kolorze, W bije osemkę damą i wistuje następnym karem. Atuty obrońców są wyższe niż atuty w dziadku, a więc jeżeli rozgrywający przebije tą lewę, to prawy obrońca będzie w stanie nadbić swoim atutem i rozgrywający będzie jeszcze musiał oddać lewę treflową. S może jednak wykonać manewr przegrywająca na przegrywającą - jeżeli zamiast przebijać trzecie karo wyrzuci z dziadka małego (przegrywającego) trefla, to nie straci już więcej lew, gdyż będzie w stanie przebić w stole trefla z ręki i weźmie dziesięć lew. Zastosowanie tego manewru stworzyło dla rozgrywającego możliwość bezpiecznej przebitki.
```
                       ♠ A 3
                       
♥
 5 4 3 2
                       
♦
 6 5
                       ♣ A 7 6 4 2
             ♠ D 5                ♠ W 8 6
             
♥
 A K 10             
♥
 D W 9 6
             
♦
 D 10 8 7 4         
♦
 W 9 2
             ♣ K W 10             ♣ D 5 3
                       ♠ K 10 9 7 4 2
                       
♥
 8 7
                       
♦
 A K 3
                       ♣ 9 8
```

Kontrakt to 3♠ grany z pozycji S i W wistuje trzykrotnie w kiery. Rozgrywający bije trzeciego kiera, gra asa i króla karo, przebija karo na stole i gra asa pik. Jeżeli teraz zagrałby asa i małego trefla aby wejść przebitką trefl do ręki, to E mógłby wziąć drugą lewę treflową i zawistować raz jeszcze w kiera, umożliwiając obronie wzięcie dwóch lew atutowych. Jeżeli jednak rozgrywający zagra asa trefl, a następnie ostatniego kiera, wyrzucając na niego z ręki przegrywającego trefla, to obrona będzie bezradna. To przykład użycia manewru przegrywająca na przegrywającą w celu stworzenia bezpiecznego dojścia do ręki.
```
                       ♠ K D 3
                       
♥
 W 9 7
                       
♦
 A 7 6 3 2
                       ♣ 6 4
             ♠ 10                 ♠ W 9
             
♥
 A K 10 8 5         
♥
 D 6 4 3
             
♦
 10 5               
♦
 D W 9
             ♣ A D 10 9 2         ♣ W 8 7 3
                       ♠ A 8 7 6 5 4 2
                       
♥
 2
                       
♦
 K 8 4
                       ♣ K 5
```

```
             W     N     E     S
             1
♥
    P     2
♥
    2♠
             3♣    3♠    P     4♠
             P...
```

W wistuje w króla kier i podejrzewając, że rozgrywający może planować zagrać przegrywająca na przegrywającą odchodzi atutem. S bierze tę lewę w dziadku i gra waleta kier planując przepuścić go do gracza W, kiedy jednak S bije go damą, rozgrywający przebija go w ręku (ale nie dwójka atu!), gra jeszcze jednego atuta do stołu i stamtąd gra dziewiątkę kier. Tym razem E nie ma już wyższego kiera, więc rozgrywający przepuszcza tę lewę do obrońcy W, wyrzucając w ręki przegrywające karo.